# Brucios

Península Italiana en el siglo IV a. C.

Brucios (del latín bruttii) fue un pueblo del sur de Italia, entre el país de los lucanos y el estrecho de Sicilia; es decir, en la actual Calabria.

## Etimología
Inicialmente no había ningún nombre específico para el territorio en su conjunto, si bien los autores posteriores lo nombrarán Bruttium (Brucio) en época romana y, anteriormente, Brettia, en época de la Magna Grecia.

## Límites
Sus límites eran:
- al norte Lucania, de la que estaban separados por el río Laus;
- al oeste, el mar Tirreno; y al sur y este el mar de Sicilia, incluyendo el golfo de Tarento.

El punto límite era el promontorio de Leucopetra, en la actualidad llamado Capo dell’Armi.

## Historia
Sus primeros habitantes fueron mencionados por los autores clásicos como los enotrios, de origen pelásgico, de los cuales hubo varias subdivisiones. Este pueblo era el que vivía allí a la llegada de los primeros colonos griegos, en pocos años se establecieron diversas colonias griegas:
- Crotona, colonia aquea fundada en 710 a. C., probablemente la más antigua.
- Escilacio, colonia ateniense.
- Caulonia, colonia de Crotona.
- Locros
- Regio, colonia calcídica.
- Medma, colonia de Locros.
- Hiponio, colonia de Locros.
- Terina, colonia de Crotona.

En el siglo IV a. C., los lucanos, que se habían ido extendiendo al sur y ya dominaban el norte del país de los enotrios (Oenotria) entraron en la península de los brucios y establecieron allí su dominio, reduciendo a sus habitantes a la servidumbre, probablemente tras la victoria sobre Turios en 390 a. C. y antes de 360 a. C.
En esta última fecha la antigua población, mezclada con esclavos lucanos y otros rebeldes lucanos refugiados en las montañas, se rebelaron dirigidos por jóvenes lucanos y tomaron el poder. El nombre de brucios que se les dio era una palabra lucana que quiere decir esclavo o rebelde. Cuando los brucios obtuvieron el poder, asumieron el nombre y lo hicieron derivar de un héroe de nombre Bruttus o Brettos, hijo de Hércules y Valentia; Marco Juniano Justino dice que Bruttia era el nombre de una mujer que dirigió la revuelta y que asumió el título de reina. La toma del poder, según Diodoro Sículo, se produjo en 356 a. C.
Los brucios, establecidos en las zonas montañosas, iniciaron también la sumisión de las ciudades lucanas y griegas: Hiponion, Terinba y Turios. Hacia 330 a. C. se aliaron con los lucanos y formaron una confederación contra los griegos, quienes solicitaron ayuda al rey Alejandro de Epiro, que fue a una guerra durante la cual conquistó Heraclea de Lucania, Consentia y Terina, pero finalmente murió en combate en Pandosia hacia 330 a. C. Hacia 297 a. C. fue Agatocles quien combatió contra los brucios y lucanos, asoló la costa y ocupó algunas ciudades como Hiponio (convertida en fortaleza y estación naval), obligando a los brucios a firmar una paz desventajosa; pero muerto Agatocles la paz se rompió, y los brucios recuperaron Hiponio.
En los años siguientes fue la expansión de Roma la que amenazó a los brucios, y en 282 a. C. se aliaron con Samnio y Lucania contra Roma. Aparecen poco después como auxiliares de Pirro de Epiro, pero tras la muerte del rey y su expulsión de Italia hubieron de llevar el peso de la guerra. Derrotados por Cayo Fabricio Luscino y Lucio Papirio Cúrsor, fueron finalmente sometidos en 272 a. C., y hubieron de ceder los bosques de Sila, una gran reserva de madera. Su sumisión, no obstante, era todavía débil; permanecieron neutrales en la primera guerra púnica, pero en la segunda, debido a los éxitos de Aníbal, se declararon a su favor tras la batalla de Cannas. Algunas ciudades siguieron siendo leales a Roma, como Petelia y Cosentia, mientras, pequeñas fuerza cartaginesas, ocuparon las ciudades de Locros y Crotona, a diferencia de Regio, que permaneció opuesta a los cartagineses. En 215 a. C. el general Hannón, lugarteniente de Aníbal, fue derrotado en la batalla de Grumentum por Tiberio Sempronio Graco y se retiró hacia el territorio de los brucios, donde recibió refuerzos de Cartago dirigidos por Bomílcar, y la región se convirtió en plaza fuerte de los cartagineses. Tras la derrota de Asdrúbal, Aníbal se retiró también en territorio brucio, donde continuó la guerra durante cuatro años. El cuartel general de Aníbal quedó en Crotona o en un lugar del golfo de Scyllacium nombrado Castra Hannibalis. Finalmente Aníbal salió de Italia.
Tras la guerra Social, los brucios, al igual que todos los demás itálicos, obtuvieron la plena 
ciudadanía romana a través de la Lex Plautia Papiria.
Durante la revuelta de Espartaco, este, derrotado por Craso, se refugió en el antiguo territorio de los brucios, que Plutarco denominó entonces como Península de Regio. Espartaco llevó la guerra hacia Lucania y trató de enviar a su gente a Sicilia.
Durante las guerras civiles, la costa de Bruttium fue asolada por la flota de Sexto Pompeyo. Octavio estableció su ejército y su flota en Vibo Valentia. Augusto la incluyó en la Regio III Lucania et Bruttii, la tercera región de la Italia romana, junto con Lucania, y los dos territorios permanecieron unidos durante todo el curso del Imperio romano.
Con la caída del Imperio fue dominio de los ostrogodos, pero fue recuperada por los generales de Justiniano I, y permaneció en manos del Imperio bizantino hasta el siglo XI. Durante este período se estableció el nombre de Calabria, que antes se aplicaba a la parte sur de la región de Apulia.

## Ríos principales
- Laos o Laus (hoy Lao)
- Ocinaros o Sabatus (hoy Savuto)
- Lametos o Lametus (hoy Lanzato)
- Angitulos o Angitula (hoy Angitola)
- Medma o Mesma (hoy Mesima)
- Metauros o Metaurus (hoy Marro)
- Creteis (hoy Solano)
- Hsalex (hoy Alice)
- Cesinos o Caesinus (hoy Piscopio)
- Butrotos o Buthrotus (hoy Novito)
- Lucanos o Lucanus (hoy Locano)
- Sagras (hoy Alaro)
- Heloros o Helorus (donde se libró una batalla en 389 a. C. entre los griegos y Dionisio el Viejo, probablemente hoy el río Capillari)
- Carcines o Carcinus (hoy Ancinale)
- Crótalos o Crotalis (hoy Corace)
- Semiros o Semitrus (hoy Simmari)
- Aroces (hoy Crocchio)
- Targines (hoy Tacina)
- Esaros o Aesarus (hoy Esaro)
- Neathos o Neaethus (hoy Neto)
- Hylies (hoy Fiumenicà)
- Traens o Trais (donde fueron derrotados los Sibaritas, hoy probablemente el Trionto)
- Crathis

## Montañas
- Silsa
- Aspromonte
- Monte Clibanus
- Monte Latymnius

## Ciudades
Excluidas las colonias griegas:
- Belsito. Comuna de 950 habitantes, a 17 km al sur de Cosenza.
- Clampetia
- Tempsa
- Nuceria
- Lametium
- Napetium
- Metaurum
- Scyllaeum
- Mystia
- Castra Hannibalis
- Petelia
- Crimisa
- Consentia (capital de los Brucios)
- Pandosia
- Apostum
- Mamertium
- Tisia
- Argentanum
- Uffugum
- Vergae
- Hetriculum
- Sypheum
- Siberena
- Tarannia o Tauranium
- Caprasia o Tarsia
- Roscianum (hoy Rossano)
- Portus Parthenius
- Portus Herculis
- Portus Orestis
- Portus Balarus

Ciudades anteriores a los Brucios: Macalla, Cone, Badiza, Ixias, Brystacia, Ariantha o Arintha, Cyterium, Menecina, Ninaea, Erimon, y Sestium.

## Comunicaciones
La vía inicial que pasaba por el país se llamaba vía Popilia y fue construida por C. Popilius, e iba de Muranum (Murano), en la Lucania, hasta Caprasia o Tarsia. Otra vía iba de Thuris, pasando por Roscianum y Paternum hasta Scyllacium y Rhegium.